# سیستم مدیریت حفاظت
سیستم مدیریت حفاظت (به انگلیسی: Conservation management system)، روشی برای نگهداری یک گونه یا زیستگاه در یک وضعیت خاص است. این روشی است که انسان به وسیلهٔ آن حیات وحش را در شرایط مساعد برای تفکر، آموزش یا تحقیق، تا ابد تضمین می‌کند. این یک موضوع مهم در بوم‌شناسی فرهنگی است که در آن مدیریت حفاظتی، مدیریت بهره‌برداری مهارنشده منابع طبیعی را متعادل می‌کند. سیستم‌های مدیریت حفاظت برای تبدیل راهبردهای توسعه پایدار به عملیات موفق حیاتی هستند.